# Tyrkisk folkedans
Tyrkisk folkedans, kaldt halay,horon,bar,karsilama,zeybek,semah, er en traditionel tyrkisk folkedans, som ofte danses til bryllupper.
Danses foregår i en kreds, hvor man normalt holder hinanden i lillefingeren. 
Den som er fører under danske holder et lille pyntet "tørklæde". 
I starten foregår dansen i et langsomt tempo, som gradvist øges, så det går hurtigere og hurtigere, afhængig af hvor stor kredsen er.
| Folkekultur | Spire Denne artikel om folkelig kultur og folkeminder er en spire som bør udbygges. Du er velkommen til at hjælpe Wikipedia ved at udvide den. |